# Janković
Janković je priimek v Sloveniji, ki ga je po podatkih Statističnega urada Republike Slovenije na dan 1. januarja 2010 uporabljalo 547 oseb.

## Znani slovenski nosilci priimka
- Vesna Janković (*1976, rojena Dolenc), podjetnica, nekdanji fotomodel, manekenka in televizijska voditeljica
- Zoran Janković (*1953), politik in gospodarstvenik

## Znani tuji nosilci priimka
- Aleksa Janković (1806—1869), srbski politik, pravnik, predsednik vlade
- Aleksandar Janković
  - Aleksandar Janković (*1925), srbski zdravnik
  - Aleksandar »Sale« Janković (*1972), srbski nogometaš
  - Aleksandar Janković (*1972), srbski poslanec
  - Aleksandar Janković (*1972), srbski diplomat, ekonomist in ambasador
  - MC Yankoo (* 1981, rojen Aleksandar Janković), srbski snemalec in raper
- Aleksandra Janković
  - Aleksandra Janković (*1959), srbska poslanka
  - Aleksandra Janković (*1971), srbska igralka
- Ambrosije Janković (~1731—1771), srbski slikar
- Blažo Janković (1910—1995), črnogorski general, narodni heroj Jugoslavije
- Bogdan Janković
  - Bogdan Janković (1868—1918), srbski profesor in poslanec
  - Bogdan Janković (*1982), srbski hokejist
- Boško Janković
  - Boško Janković (1910—1943), srbski narodni heroj Jugoslavije
  - Boško Janković (*1984), srbski nogometaš
- Božidar Janković
  - Božidar Janković (1849—1920), srbski general
  - Božidar Janković (*1931), srbski arhitekt in urbanist
  - Božidar Božo Janković (1951—1993), srbski nogometaš in odvetnik
  - Božidar S. Janković (1880—1936), srbski zdravnik, sanitetni brigadni general
- Branimir Janković
  - Branimir Janković (*1920), srbski ekonomist, prvi rektor univerze v Nišu
  - Branimir Tori Janković (1934—1978), srbski filmski režiser, scenarist in igralec
- Branislav Janković (1920—1994), srbski zdravnik, profesor na Farmacevtski fakulteti v Beogradu
- Branko Janković
  - Branko Janković (*1984), srbski gledališki, filmski in televizijski igralec
  - Branko Janković - Jankula (1950—1982), srbski glasbenik in pevec
- Danica Janković (1898—1960), srbska etnomuzikologinja
- Dragoslav Janković
  - Dragoslav Janković (1911—1990), srbski zgodovinar, profesor na Pravni fakulteti v Beogradu, rektor Univerze v Beogradu 1975-1977
  - Dragoslav Bata Janković (1874—1946), srbski kmet in rezervni častnik
  - Dragoslav Maks Janković (1932—1988), srbski igralec, pantomimik in pedagog
- Dražen Janković Drale (1965—2018), srbski glasbenik, klaviaturist, skladatelj, pisatelj in igralec
- Dušan Janković (1894—1950), srbski slikar in grafik
- Đorđe Janković
  - Đorđe Janković (1947—2016), srbski arheolog
  - Đorđe Đuka Janković (1908—1974), srbski stripar
- Đura Janković, srbski politik
- Emanuilo Janković (1758—1791), srbski pisatelj, pisatelj, prevajalec, naravoslovec, matematik, fizik, knjigarnar in tiskar
- Filip Janković
  - Filip Janković (1886—1942), srbski partizan in narodni heroj Jugoslavije
  - Filip Janković (91995), srbski nogometaš
- Ilija Dede Janković (1818—1874), srbski književnik in politik
- Ines Janković (*1983), srbska modna oblikovalka
- Isidora Janković, srbska igralka, hči Zorana Jankovića
- Jelena Janković (*1985), srbska teniška igralka
- Jovo Janković (1919—1942), srbski partizan in narodni heroj Jugoslavije
- Kenjo Stankov Janković (1797—1861), črnogorski bojevnik in vojskovodja
- Ksenija Janković (*1958), srbsko-ruska čelistka
- Ljiljana Janković
  - Ljiljana Janković (*1935), srbska filmska igralka
  - Ljiljana Miška Janković (1935—1995), srbska gledališka, filmska in televizijska igralka
- Ljubica Janković (1894—1974), srbska etnomuzikologinja
- Ljubinka Janković (*1958), srbska rokometašica
- Marko Janković
  - Marko Janković (1947—2023), srbski novinar
  - Marko Janković (*1976, srbski atlet, sprinter
  - Marko Janković (*1988), srbski nogometni vratar
  - Marko Janković (*1995), črnogorski nogometaš
- Maša Janković (*2000), srbska košarkarica
- Mihailo Janković (1911—1976), srbski arhitekt
- Mihajlo Janković Inajet (1858—1930), srbski industrialec
- Milan Janković
  - Milan Janković (*1959), srbski nogometaš
  - Milan Ljubomir Janković (*1950), srbski elektrotehnik
  - Philip Zepter (*1950, rojen Milan Janković), srbski poslovnež in podjetnik
- Milica Janković (1881—1939), srbska pisateljica
- Milorad Janković
  - Milorad Janković (1940—2020), srbski nogometaš
  - Milorad M. Janković (1924—2002), srbski biolog in ekolog
  - Milorad Mića Janković (1920—2002), srbski general
- Miloš Janković
  - Miloš Janković (*1963), srbski književnik
  - Miloš Janković (*1994), srbski košarkar
- Milovan T. Janković  (1828—1899), srbski profesor, ekonomist, politik in minister
- Milutin Janković (1913—1944), srbski častnik in četniški vojvoda
- Momčilo Janković (1883—1944), srbski politik
- Nikola Janković
  - Nikola Janković (1925—1987), srbski kipar
  - Nikola Koka Janković (1926—2017), srbski kipar
  - Nikola Janković (1873—1908), srbski pisatelj in publicist
  - Nikola Janković (*1993), srbski nogometaš
  - Nikola Janković (*1994), srbski košarkar
- Nina Janković Dičić (*1988), srbska igralka
- Paun Janković Baća (1808—1865), srbski politik in minister
- Petar Janković (1874—1909), srbski geograf
- Rastko Janković (*1972), srbski televizijski, filmski in gledališki igralec
- Ravijojla Rava Janković, (1919—1944), bošnjaška narodna herojinja Jugoslavije
- Saša Janković (*1970), srbski pravnik in politik
- Slavoljub Janković (*1969), srbski nogometaš
- Slobodan Janković
  - Slobodan Boban Janković (1963—2006), srbski košarkar
  - Slobodan Janković (*1981), srbski nogometni vratar
  - Slobodan Janković (*1986), srbski nogometni vratar
  - Slobodan Janković Cole (*1946), srbski nogometaš in nogometni trener
- Stanoje Janković (1905—1986), igralec, operni in koncertni pevec
- Stoiljko Stole Janković (1925—1987), srbski filmski režiser in scenarist
- Stojan Mitrović Janković (okoli 1635—1687), srbski narodni junak v bojih proti Turkom
- Vladeta Janković (*1940), srbski klasični filolog, strokovnjak za mitologijo, publicist in diplomat
- Zoran Janković
  - Zoran Janković (1940—2002), srbski vatepolist
  - Zoran Janković (*1957), srbski filmski in televizijski producent, oče Isidore Janković
  - Zoran Janković (*1974), bolgarski nogometaš in nogometni menedžer srbskega rodu
  - Zoran Janković (*1973), srbski filmski, literarni in glasbeni kritik
- Svetlana Velmar Janković (1933—2014), srbska romanopiska, esejistka, kronistka, hči Vladimirja Velmar Jankovića
- Vasilije Janković (1845—1904), srbski pravoslavni duhovnik, učitelj in publicist
- Veljko Janković (1911—1974), srbski partizan, častnik in narodni Heroj Jugoslavije
- Vesna Janković (*1947), srbska književnica in dramaturginja
- Vladimir Janković
  - Vladimir Janković Džet, srbski glasbenik
  - Vladimir Janković, jugoslovanski odbojkar
  - Vladimir Janković (*1990, Βλαδίμηρος Γιάνκοβιτς), grški košarkar srbskega porekla
  - Vlčadimir Janković, srbski nogometaš
  - Vladimir D. Janković (*1968), srbski književni prevajalec, pesnik in esejist
  - Vladimir Janković (*1951), srbski matematik, profesor na Matematični fakulteti v Beogradu
  - Vladimir Janković (*1952), srbski slikar

- Vladimir Velmar Janković (1895—1976), srbski pravnik, psiholog, dramatik, pripovednik, esejist in kritik, oče Svetlane Velmar Janković
- Živadin Janković Kum (1921—1942), srbski partizan

## Drugo
- seznam člankov, ki se začnejo z »Janković«
- seznam člnakov, ki imajo v naslovu besedo »Janković«